# Tuckahoe (hrabstwo Suffolk)
Tuckahoe – jednostka osadnicza w Stanach Zjednoczonych, w stanie Nowy Jork, w hrabstwie Suffolk.